# Composició ètnica de Xile

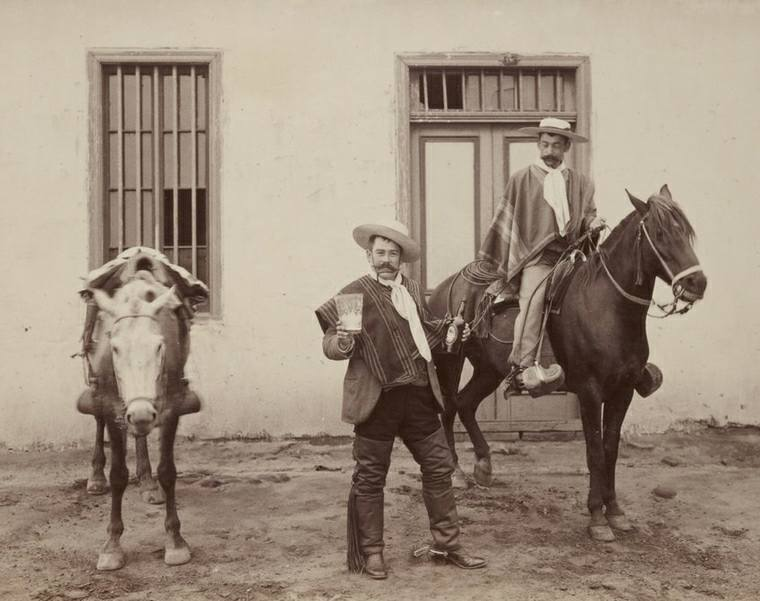
Huasos xilens a l'inici del.

Pel que fa a la composició ètnica de Xile, l'Estat d'eixe país no fa classificacions ètniques de la seva població i, més aviat, la tendeix a considerar com un grup ètnicament homogeni. No obstant això l'anterior, existeixen investigacions que consideren que el gruix dels xilens pertany a dos grans grups ètnics (blancs i mestissos) que, junts, constitueixen al voltant del 95,4% de la població.